# Tojásfa
A tojásfa, kanisztel vagy sárgaszapota (Pouteria campechiana) a szapotafafélék családjába tartozó örökzöld fa.

## Elterjedése
Közép-Amerikában őshonos.

## Megjelenése
Hozzávetőlegesen 10-12 méter magasra nő, átmérője a 6-13 centiméterig terjedhet. A világostól egészen a sötétzöldig terjedő, feltűnő és jellegzetes erezetű levelei 10-20 centiméter hosszúak.
Ha a levelek vagy az ágak megsérülnek, tiszta, tejszerű nedv folyik a törzséből, ami könnyűvé teszi a növény azonosítását.
Kicsi zöldes-fehér virágai fürtökbe csoportosulnak, és késő tavasztól egészen kora őszig (márciustól szeptemberig) hoznak termést.
A gyümölcse narancssárga. Lehet téglalap alakú is, de inkább kerek, ám általában csúcsos az egyik vége.
Gyümölcshúsa is többféle, az élénk narancssárgától az egészen halványig terjed. (Hasonlít a tojás sárgájához, innen kapta a nevét is.) Gyümölcsvelője száraz vagy kellemesen nedves állagú, a fajtától függően. Frissen fogyasztható, de gyakran használják süteményekhez (pitetöltelékként), turmixokhoz és jégkrémekhez.
A fák magokkal szaporodnak. Értékesebb fajtáit termesztik. A magról nevelt tojásfák legkorábban 2 évesen teremnek. Időszakos problémák, például rovarinváziók befolyásolhatják ezeket a növények ellenálló képességét, de általában nem tudnak akkora kárt okozni a fának, hogy elhaljon.